# Лорен Карліні
Лорен Ніколь Карліні (англ. Lauren Nicole Carlini, [kɑrˈliːni] kar-LEE-nee; нар. 28 лютого 1995) — американська волейболістка, пасуюча. Віцечемпіонка Олімпійських ігор у Парижі. Переможниця Ліги націй, Ліги чемпіонів ЄКВ і Панамериканського кубка. Перша волейболістка, яка отримала нагороду Саллівана, як найкращий спортсмен-аматор року в США.

## Із біографії
У 2013 році Карліні закінчила середню школу West Aurora в місті Аврора (штат Іллінойс).
Наступні чотири роки вона навчалася і грала за волейбольну команду Університету Вісконсіна в Медісоні.  Фіналістка чемпіонату 2013 року, була обрана до символічної збірної турніру. За результатами сезонів 2014/2015 і 2015/2016 входила до четвірки претендентів на спортивну нагороду Хонди (Honda Sports Award).
У складі італійського клубу «Ігор Горгонзола» стала переможницею Ліги чемпіонів, Кубка італії і фіналіскою чемпіонату З 2025 року буде захищати кольори клубу «Медісон» з новостворенної Першої волейбольної ліги
Кольори національної збірної США захищала з 2016 року. Входила до розширеного списку кандидатів на Олімпійські ігри 2020 в Токіо. Срібна медалісткаа Олімпіади 2024 у Парижі. 
Учасниця чемпіонату світу 2022, розіграшів Ліги націй (2019, 2021, 2022, 2023, 2024), Кубка світу (2019), Всесвітнього кубка великих чемпіонів (2017), Панамериканського кубка (2017, 2018)
З вересня 2024 року входить до тренерського штабу команди з Університету Вісконсіна в Медісоні.

## Клуби
| Роки      | Клуби                          |
| --------- | ------------------------------ |
| 2017—2018 | «Савіно Дель Бене» (Скандіччі) |
| 2018—2019 | «Ігор Горгонзола» (Новара)     |
| 2019—2020 | «Динамо» (Москва)              |
| 2020—2022 | «Тюрк Хава Йоллари» (Стамбул)  |
| 2022—2023 | «Помі» (Казальмаджоре)         |
| 2023—2024 | «Айдин Беледієспор» (Айдин)    |
| 2024—     | ЛОВБ «Медісон»                 |

## Досягнення
У збірній
Олімпійські ігри
- Друге місце (1): 2024

Ліга націй
- Перше місце (2): 2019, 2021

Великий кубок чемпіонів світу
- Третє місце (1): 2017

Кубок світу
- Друге місце (1): 2019

Панамериканський кубок
- Перше місце (2): 2017, 2018

Кубок США
- Перше місце (3): 2017, 2022, 2024

У клубах
Ліга чемпіонів ЄКВ
- Перше місце (1): 2019

Кубок Італії
- Перше місце (1): 2019

## Статистика
Статистика виступів на Олімпійських іграх:
| Рік  | Турнір           | Ігри | Сети | Очки | Ср. | Місце | Примітки |
| ---- | ---------------- | ---- | ---- | ---- | --- | ----- | -------- |
| 2024 | Олімпійські ігри | 4    | 13   | 0    | 0   | 2     |          |